# Xả súng Nong Bua Lamphu 2022
Vào ngày 6 tháng 10 năm 2022, Panya Khamrab, 34 tuổi, đã giết chết 36 người và 10 người khác bị thương bằng cách bắn, đâm người và đâm xe ở tỉnh Nong Bua Lamphu, Thái Lan trước khi tự sát. Vụ tấn công chủ yếu xảy ra tại một nhà trẻ ở quận Uthai Sawan của huyện Na Klang. Đây là vụ giết người hàng loạt đẫm máu nhất do một thủ phạm thực hiện trong lịch sử Thái Lan, vượt qua số người chết của vụ xả súng ở Nakhon Ratchasima vào năm 2020.

## Tấn công
Vào khoảng 11:24 ICT (UTC + 7) vào ngày 6 tháng 10 năm 2022, kẻ tấn công, Panya Khamrab, đã lái một chiếc xe bán tải màu trắng rời khỏi nơi cư trú của mình. Anh ta đến nhà trẻ lúc 12:50, nơi cuộc tấn công bắt đầu ngay sau bữa trưa. Được trang bị một khẩu súng lục 9mm, một khẩu súng ngắn và một con dao, Khamrab đã bắn chết một cha con bên ngoài trường mẫu giáo. Sau đó, anh ta tấn công bốn hoặc năm nhân viên, ba người trong số họ đã chết. Trong số đó có một cô giáo đang mang thai 8 tháng. Một số giáo viên đã bỏ trốn khỏi hiện trường. Các nhân chứng gần đó đã nhầm tiếng súng với tiếng pháo hoa.
Sau đó Khamrab vào một căn phòng có những đứa trẻ đang ngủ và dùng dao tấn công chúng. Có 30 trẻ em trong nhà trẻ vào thời điểm xảy ra vụ tấn công. Thi thể của 19 bé trai và 3 bé gái được phát hiện trong nhà trẻ, trong khi thi thể của một đứa trẻ và một người lớn được tìm thấy tại một tòa nhà chính phủ gần đó.
Sau đó, Khamrab bỏ trốn khỏi hiện trường trong chiếc xe bán tải. Khi đi qua huyện Nong Kung Si, kẻ tấn công đã bắn chết 7 người. Sử dụng xe bán tải, anh ta cũng đâm vào những người xung quanh, khiến hai người bị thương. Tại làng Tha Uthai Nuea, quận Uthai Sawan, anh ta đã tông chết một người dân trong làng. Khamrab về đến nhà của mình rồi dùng xăng để đốt cháy chiếc xe bán tải.
Theo cảnh sát, có 11 người tử vong - chín người lớn và hai trẻ em - bên ngoài nhà trẻ khi Khamrab bắn từ xe của anh ta. Trong số 11 người chết có vợ và con của Khamrab, những người mà anh ta đã bắn chí mạng trước khi tự sát. Ba người lớn chết trên đường đến bệnh viện.
Thi thể của những người chết được đưa đến đồn cảnh sát và được đặt trong quan tài và chuyển đến bệnh viện Udon Thani. Một số người bị thương được đưa đến Bệnh viện Na Klang, trong khi 8 người khác được phẫu thuật tại Bệnh viện Nong Bua Lamphu. Các bác sĩ tại Bệnh viện Nong Bua Lamphu cho biết rằng họ cần nhu cầu cấp thiết về máu, và một đợt hiến máu đã được tổ chức tại đó. Một số thành viên trong gia đình có mặt tại nhà trẻ vào buổi tối, và các chuyên gia tư vấn sức khỏe tâm thần đã an ủi họ.

## Nạn nhân
Tổng cộng 36 người đã thiệt mạng, trong đó có ít nhất 24 người là trẻ em. Độ tuổi của các nạn nhân từ 3 đến 69 tuổi. Ngoài ra, 10 người khác bị thương. Các báo cáo ban đầu cho biết có 15 người bị thương, nhưng 5 người trong số họ sau đó đã tử vong. Bảy người vẫn đang trong bệnh viện. Đơn vị cảnh sát điều tra tỉnh nhận xét rằng hầu hết các trường hợp tử vong là do kết quả tổng hợp của các vết thương do súng và dao gây ra.

## Hung thủ
Hung thủ được cảnh sát xác định là Panya Khamrab, 34 tuổi (tiếng Thái: ปัญญา คำ ราบ). Khamrab là một người dân của tỉnh Nong Bua Lamphu và là cựu trung sĩ cảnh sát ở huyện Na Wang. Mẹ anh nói rằng anh tốt nghiệp cử nhân môn luật.
Khamrab đã là một người nghiện ma túy từ khi học trung học; vào tháng Giêng, anh ta đã bị bắt vì tàng trữ methamphetamine. Anh ta bị sa thải khỏi lực lượng cảnh sát vào năm 2021 hoặc tháng 6 năm 2022 vì sự nghiện ngập của Khamrab. Trước đó vào ngày xảy ra vụ tấn công, Khamrab đã tham dự một phiên tòa về tội sử dụng ma túy của anh ta, và anh ta dự kiến sẽ xuất hiện trong một phiên điều trần khác vào ngày hôm sau.
Các đồng nghiệp nhớ lại Khamrab đã trải qua tâm trạng thất thường và nói rằng anh ta không được tốt. Anh ta bị cáo buộc đã đe dọa một giám đốc ngân hàng bằng súng lục sau khi bị phát hiện đang ngủ thay vì thực hiện nhiệm vụ bảo vệ tại ngân hàng. Anh ta cũng tranh cãi với vợ về nghi án ngoại tình, và với một người hàng xóm sau khi tổ chức tiệc tùng quậy phá.
Khamrab đã mua hợp pháp khẩu súng lục 9mm được sử dụng trong cuộc tấn công. Các cuộc điều tra ban đầu không tìm thấy bất kỳ loại ma túy nào trong cơ thể anh ta. Mặc dù chưa xác định được động cơ chính xác, nhưng cảnh sát hiểu rằng Khamrab đang gặp rắc rối về hôn nhân và tài chính.

## Hậu quả
Trung tướng cảnh sát Kitti Praphat đã đến tỉnh Nong Bua Lamphu để bắt đầu một cuộc truy lùng Khamrab. Cảnh sát khuyến cáo người dân sống trong khu vực xảy ra vụ tấn công nên thận trọng vì nơi ở của Khamrab vẫn chưa được biết. Thủ tướng Thái Lan, Prayut Chan-o-cha đã ra lệnh cho các cơ quan liên quan giúp đỡ những người bị thương và mở một cuộc điều tra về sự kiện này. Sư đoàn trấn áp tội phạm Hanuman và đơn vị Arintaraj 26 đã có mặt tại hiện trường sau vụ tấn công.
Prayut đã đến thăm Nong Bua Lamphu vào ngày 7 tháng 10 để thăm những người sống sót và gia đình nạn nhân. Các nhà giữ trẻ trong khu vực đã đóng cửa, trong khi tất cả các cơ sở chính phủ được hướng dẫn treo cờ rủ. Bộ Nội vụ Thái Lan cho biết họ sẽ xem xét và củng cố luật sở hữu ma túy và súng.

## Phản ứng
Prayut bày tỏ lời chia buồn và mô tả vụ việc là "gây sốc". Prayut nói, "Tôi cảm thấy đau buồn sâu sắc đối với các nạn nhân và người thân của họ." UNICEF lên án vụ tấn công và nói thêm, "Các trung tâm phát triển mầm non, trường học và tất cả các không gian học tập phải là nơi trú ẩn an toàn cho trẻ nhỏ học tập, vui chơi và phát triển trong những năm tháng quan trọng nhất của chúng." Tổ chức này cũng kêu gọi giới truyền thông và công chúng tránh chia sẻ những hình ảnh về vụ việc. Thống đốc Bangkok và Bộ Ngoại giao, cũng như Thủ tướng Anh Liz Truss và Thủ tướng Úc Anthony Albanese, đã bày tỏ lời chia buồn. Bộ Ngoại giao Hoa Kỳ ra thông cáo báo chí lên án vụ tấn công và cho biết Hoa Kỳ sẵn sàng hỗ trợ.
Vua Vajiralongkorn đã đưa các nạn nhân dưới sự bảo trợ của hoàng gia, nghĩa là nhà vua sẽ chi trả chi phí tang lễ cho những người thiệt mạng và chi phí y tế cho những người bị thương. Ông cũng đến thăm bệnh viện nơi những người bị thương được điều trị và gặp gỡ gia đình nạn nhân.